# Jarčje Brdo
Jarčje Brdo este o localitate din comuna Gorenja vas - Poljane, Slovenia, cu o populație de 23 de locuitori.